# Eldevina Materula
Eldevina Materula (ur. 29 czerwca 1982 w Maputo) – mozambicka oboistka i polityczka, od 2020 roku minister kultury i turystyki.

## Życiorys
W wieku 7 lat rozpoczęła muzyczną edukację w Państwowej Szkole Muzycznej w Maputo. Uczęszczała do Szkoły Podstawowej Luta Continua oraz szkoły średniej Escola Secundária da Polana w Maputo. Studiowała grę na oboju na Wyższej Szkole Muzycznej w Lizbonie oraz Akademii Muzycznej w Malmö, gdzie uzyskała tytuł magistra. Koncertowała w Portugalii, Hiszpanii, Niemczech, Francji, Danii, Szwecji, Angoli, Mozambiku, Brazylii. Współpracowała z Orquestra Clássica da Madeira, Orquestra de Câmara de Cascais e Oeiras, Orquestra Sinfonieta de Lisboa, Orquestra Gulbenkian, Malmö Symphonie Orchestra (Szwecja), Malmö Opera Orchestra, Danish Radio Sinfonietta (Dania), Orquestra Sinfonica da Bahia (Brazylia), Kwazulu Natal Philharmonic Orchestra (RPA). Od 2007 do 2017 roku była nauczycielką w ramach projektu Neojibá w Brazylii. Od 2009 do 2020 była członkinią Orkiestry Symfonicznej Porto. W latach 2013–2019 była założycielką i dyrektorką artystyczną Xiquitsi Project w Maputo.
17 stycznia 2020 roku prezydent Filipe Nyusi mianował ją na stanowisko ministra kultury i turystyki. We wrześniu 2022 roku została członkinią Komitetu Centralnego Frontu Wyzwolenia Mozambiku.

## Odznaczenia i wyróżnienia

### Odznaczenia
- Order Infanta Henryka (2016)[1]

### Wyróżnienia
- Nagroda Young Musicians Award (2001)[1]
- Postać kulturalna roku według gazety Jornal Savana (2019)[1]